# 32 Leaves
32 Leaves — американская рок-группа из Финикса, штата Аризона, основанная в 2001 году. Выпустив свой первый полноценный альбом Welcome to the Fall в 2005 году, они смогли заручиться поддержкой крупных лейблов Universal Records. Однако планы провалились, и в итоге они выпустили свой второй альбом Panoramic независимо друг от друга 15 марта 2009 года.

## История

### Formation и Fik’shen EP (2001—2004)
Группа образовалась в 2001 году и первые несколько лет выступала в Аризоне. Их первый официальный релиз музыки состоялся в 2003 году с EP Fik’shen. На EP было пять треков; первые три трека, «Overflow», «Makeshift» и «Sudden Change», позже будут переработаны и перезаписаны для их EP 2005 года «Welcome to the Fall». Два других трека, «Bruised and Break» и «Dissolved», имели другое, более мягкое звучание, чем большинство их работ, и никогда не перерабатывались. Кроме того, трек «Interlude to Addiction» из «Welcome to the Fall» также есть на EP, но как вступление к «Makeshift», а не как отдельный трек.

### Welcome To The Fall (2005—2006)
В 2005 году 32 Leaves записали и микшировали свой дебютный альбом Welcome to the Fall с Ларри «Love» Элией из Bionic Jive в The Salt Mine и Mind’s Eye Digital. Альбом включал иллюстрации друга и художника Джона Маклафлина (не певца из Индианы) внутри обложки альбома.
В том же году они также сделали кавер на песню The Smashing Pumpkins «Zero» для The Killer in You: A Tribute to Smashing Pumpkins.
«Welcome to the Fall» был выпущен 6 сентября 2005 года на второстепенном лейбле Double Blind Records. В последующие годы группа поддерживала альбом и гастролировала с такими группами, как 10 Years, Crossfade, Dredg, Evans Blue, Fair to Midland, Smile Empty Soul и Trapt.

### Panoramic (2007—2009)
Благодаря обширному туру в поддержку Welcome to the Fall они смогли заручиться поддержкой крупного звукозаписывающего лейбла Universal Records. 32 Leaves записали два сингла, новую версию «All Is Numb» и новую песню «Way Beyond» в октябре 2007 года в сотрудничестве со знаменитым продюсером Элвисом Баскеттом. Вскоре после этого группа выпустила песни на iTunes в качестве превью того, над чем они работали.
О группе мало что было слышно до декабря 2008 года, когда произошло несколько событий. Во-первых, стало известно, что группа рассталась с Universal Records. Несмотря на это, они по-прежнему были полны решимости выпускать свою музыку, так как решили продолжать без поддержки крупной звукозаписывающей компании. Группа превратила трёхэтажный дом в студию звукозаписи под руководством певца Грега Норриса. Группа потратила 5 месяцев на сочинение и запись. Сообщается, что суматоха внутри группы началась в середине этих «домашних сессий». Группа завершила запись в декабре 2008 года. В онлайн-интервью Грег Норрис заявил, что «опыт Universal Records был не тем, к чему мы привыкли, у нас был повседневный контакт с меньшим лейблом, я не разговаривал ни с кем из Universal вообще».
32 Leaves анонсировали новую песню на MySpace под названием «Sideways». Это был черновой микс песни для нового альбома. Говорят, что это была первая песня, которую они записали после завершения работы над своим CD 2005 года «Welcome to the Fall». У них также были планы выпустить ещё один «черновой микс» с альбома в том же месяце, но эти планы провалились. Однако в следующем месяце они транслировали альбомную версию трека «Human».
Наконец, в конце месяца они объявили, что альбом получил название Panoramic, вдохновлённое фотографией, которая была включена в обложку задней панели пластинки. Альбом был выпущен 15 марта 2009 года. На обложке альбома изображён большой чёрный жук, ползающий по зелёному листу. Предварительные заказы с подписью отправляются за одну или две недели до этого. У группы была свобода сделать это, выпустив альбом самостоятельно. Трек-лист показал, что новая версия «All Is Numb» была вырезана из релиза, а версия «Way Beyond» была альтернативной версией, чем релиз 2007 года, что подтверждается фактическим выпуском альбома.
Хотя в 2009 году группа гастролировала в поддержку альбома, в 2010 году они все дружно распались.
В январе 2020 года группа воссоединилась и отыграла концерт в аризонском клубе Last Exit Live.

## Дискография

### Альбомы
- Fik’shen [EP] (2003)
- Welcome to the Fall (2005)
- Panoramic (2009)

### Синглы
- «All is Numb» (2005)
- «Blood on My Hands» (2005)
- «Never Even There» (2005)
- «Way Beyond» (2007)
- «Human» (2009)
- «What We've Lost» (2024)

## Участники
- Грег Аллен Норрис — вокал
- Майк Лопес — гитара
- Майк Чавес — гитара
- Арон Орос — бас
- Трей Томпсон — ударные
- Баррет Гарднер — ударные

## Другие проекты
Грег Норрис записал вокал для песни Кевина Матисина «Bad Times».
Норрис также продюсировал двойной альбом Parabelle A Summit Borderline/A Drop Oceanic.
С 2011 года вокалист Грег Норрис играет в новой группе Codec. Codec выпустила EP в начале 2012 года. Затем 30 ноября 2012 года они выпустили полноформатный альбом Horizontime, в который вошли все пять песен с EP и девять новых треков.
В 2015 году бывшие участники Грег Норрис, Майк Лопес и Барретт Гарднер создали новую группу MEND. 10 декабря 2016 года они выпустили свой дебютный EP Prisms, который был записан с Кори Споттсом из Bluelight Audio Media.
В декабре 2017 года Грег Норрис сформировал группу Retina с участниками группы Крисом Беданом, Кеном Хойтом и Скоттом Рутом. В августе 2018 года они выпустили одноимённый EP, который содержит шесть треков, а последний раз 10 декабря 2019 года выпустили сингл «Winters Return».